# ديانا (مغنية)
ديانا (بالبرتغالية: Diana‏) هي مغنية برازيلية، ولدت في 2 يونيو 1948 في ريو دي جانيرو في البرازيل.

## وصلات خارجية
- ديانا على موقع ميوزك برينز (الإنجليزية)
- ديانا على موقع ديسكوغز (الإنجليزية)